# Cisticola galactotes
Cisticola galactotes là một loài chim trong họ Cisticolidae.

## Hình ảnh

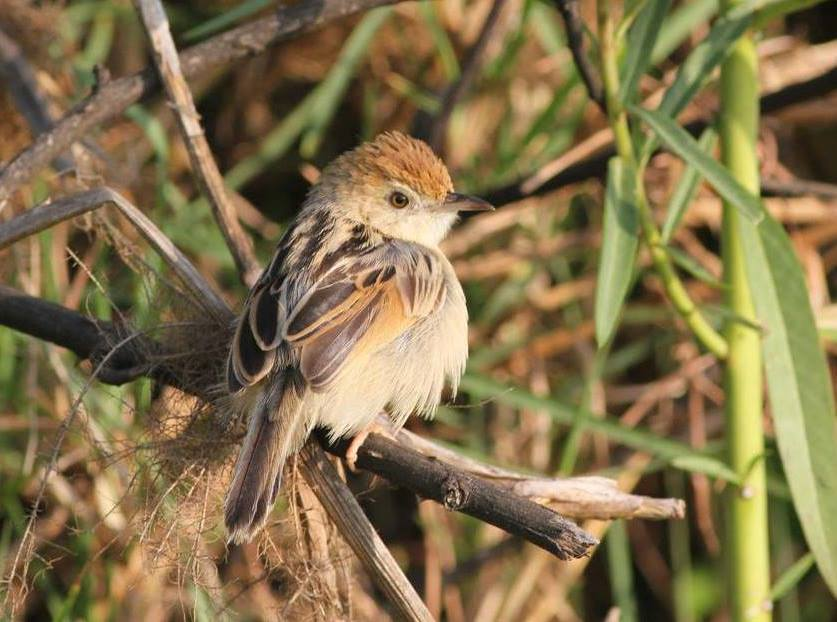
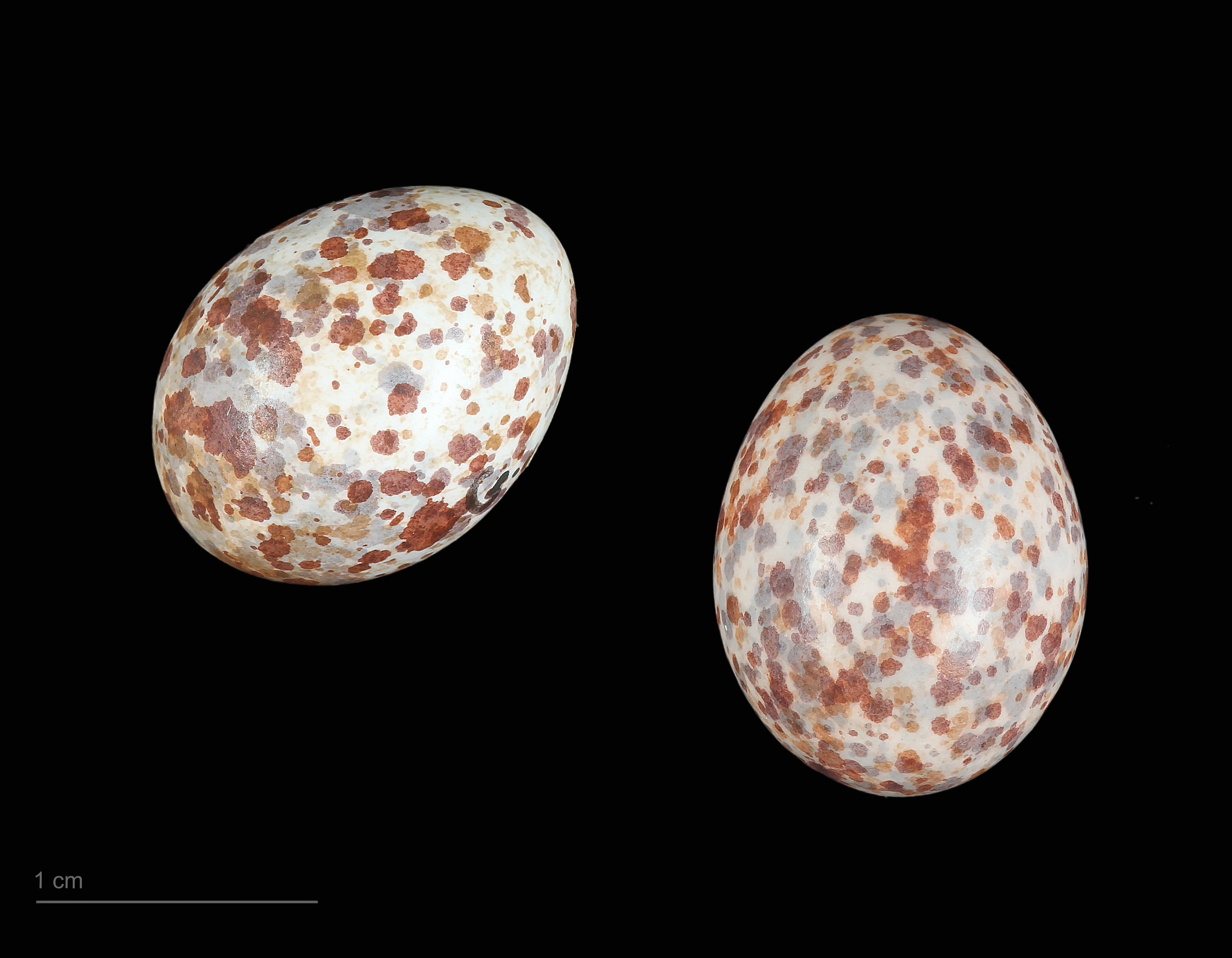
Cisticola galactotes